# Le Roi Arthur et les Chevaliers de Justice
Le Roi Arthur et les Chevaliers de la Justice (King Arthur & the Knights of Justice) est une série télévisée d'animation américaine en 26 épisodes de 30 minutes créée par Jean Chalopin et diffusée du 13 septembre 1992 au 12 décembre 1993 en syndication.

## Synopsis
La fée Morgane a enfermé le roi Arthur et les chevaliers de la Table ronde dans un tombeau de glace, afin de pouvoir s'emparer de Camelot. Merlin décide donc de rechercher un héros qui pourrait empêcher cette catastrophe de se produire.
Un jeune de l'Époque contemporaine, Arthur King, capitaine d'une équipe new-yorkaise de football américain surnommée « les Chevaliers » est alors contacté par le magicien. Lui et ses amis sont téléportés par magie au Moyen Âge. Merlin leur confie alors la mission de déjouer les plans de Morgane et de libérer le roi Arthur et les chevaliers de la Table ronde.

## Voix françaises
- François Leccia : Roi Arthur
- Marc de Georgi : Merlin
- Francine Lainé : Morgane
- Brigitte Morisan : Guenièvre
- Olivier Destrez : Lancelot
- Alain Flick : Trunk
- Éric Legrand : Darren, Zeke
- Vincent Ropion : Tone
- Edgar Givry : Breeze, Wally et Ailes Noires
- Vincent Violette : Lug
- Luc Bernard : Phil
- Bernard Tiphaine : Vipère
- Danièle Douet : Viviane
- Marion Game : Morgane (voix de remplacement)

## Épisodes

### Première saison (1992)
1. Coup d'envoi (Opening Kick-Off)
2. À la recherche de Guenièvre (A Knight's Quest (The Search for Guinevere))
3. L'incrédule (The Unbeliever)
4. Même les chevaliers doivent manger (Even Knights Have to Eat)
5. À l'assaut du château de Morgane (Assault on Castle Morgana)
6. En quête de courage (Quest for Courage)
7. Le chevalier seigneur de la guerre (The Warlord Knight)
8. Le défi (The Challenge)
9. Sauver un écuyer (To Save a Squire)
10. La reddition (The Surrender)
11. La clé de Darren (Darren's Key)
12. Le fantôme de vipère (Viper's Phantom)
13. Le retour (The Way Back)

### Seconde saison (1993)
1. Une question d'honneur (A Matter of Honor)
2. Ce que la clé a découvert (What the Key Unlocked)
3. Tyronne et Everett ont raté l'avion (Tyronne and Everett Alone)
4. Le côté négatif (The Dark Side)
5. Le déserteur (The Quitter)
6. Camelot Park (Camelot Park)
7. Le ciel nous appartient (The High Ground)
8. L'île (The Island)
9. En quête du grimoire (Quest for the Book)
10. Morgane entre en scène (Enter Morgana)
11. Le remède (The Cure)
12. Campagne hivernale (Winter Campaign)
13. Le triomphe de Tony (Tone's Triumph)

## Adaptation en jeu vidéo
Le jeu King Arthur & the Knights of Justice est l'adaptation de la série sur Super Nintendo en 1995.